# ES-NUTS
NUTS:ES je zkratka pro normalizovanou klasifikaci územních celků ve Španělském království pro potřeby Eurostatu.

## Rozdělení
- V prvním stupni dělení NUTS 1 je Španělsko rozděleno do 7 skupin autonomních společenství (španělsky agrupación de comunidades autónomas).
- V nižší úrovni NUTS 2 se Španělsko dělí do 17 autonomních společenství (comunidades autónomas) a  2 autonomních měst (ciudades autónomas).
- Španělsko má 59 územních jednotek NUTS 3. 47 z nich jsou samostatné španělské provincie rozkládající se na pevnině Pyrenejského poloostrova. Další 2 jednotky jsou autonomní města Ceuta a Melilla na severním pobřeží Afriky. Jednotlivé ostrovy Kanárských a Baleárských ostrovů tvoří dalších 10 územních jednotek NUTS 3.

## Jednotky NUTS:ES
| NUTS 1                                                                 | NUTS 1 | NUTS 2                                                             | NUTS 2 | NUTS 3                                                                       | NUTS 3 |
| Skupina autonomních společenství (Agrupación de comunidades autónomas) | Kód    | Autonomní společenství a města ( Comunidades y ciudades autónomas) | Kód    | Provincie + ostrovy + Ceuta a Melilla (Provincias + islas + Ceuta y Melilla) | Kód    |
| ---------------------------------------------------------------------- | ------ | ------------------------------------------------------------------ | ------ | ---------------------------------------------------------------------------- | ------ |
| Severozápad (NOROESTE)                                                 | ES1    | Galicie                                                            | ES11   | A Coruña/La Coruña                                                           | ES111  |
| Severozápad (NOROESTE)                                                 | ES1    | Galicie                                                            | ES11   | Lugo                                                                         | ES112  |
| Severozápad (NOROESTE)                                                 | ES1    | Galicie                                                            | ES11   | Ourense/Orense                                                               | ES113  |
| Severozápad (NOROESTE)                                                 | ES1    | Galicie                                                            | ES11   | Pontevedra                                                                   | ES114  |
| Severozápad (NOROESTE)                                                 | ES1    | Asturie                                                            | ES12   | Asturias                                                                     | ES120  |
| Severozápad (NOROESTE)                                                 | ES1    | Kantábrie                                                          | ES13   | Cantabria                                                                    | ES130  |
| Severovýchod (NORESTE')                                                | ES2    | Baskicko                                                           | ES21   | Álava/Araba                                                                  | ES211  |
| Severovýchod (NORESTE')                                                | ES2    | Baskicko                                                           | ES21   | Guipúzcoa/Gipuzkoa                                                           | ES212  |
| Severovýchod (NORESTE')                                                | ES2    | Baskicko                                                           | ES21   | Vizcaya/Bizkaia                                                              | ES213  |
| Severovýchod (NORESTE')                                                | ES2    | Navarra                                                            | ES22   | Navarre                                                                      | ES220  |
| Severovýchod (NORESTE')                                                | ES2    | La Rioja                                                           | ES23   | La Rioja                                                                     | ES230  |
| Severovýchod (NORESTE')                                                | ES2    | Aragonie                                                           | ES24   | Huesca                                                                       | ES241  |
| Severovýchod (NORESTE')                                                | ES2    | Aragonie                                                           | ES24   | Teruel                                                                       | ES242  |
| Severovýchod (NORESTE')                                                | ES2    | Aragonie                                                           | ES24   | Zaragoza                                                                     | ES243  |
| Společenství Madrid (COMUNIDAD DE MADRID)                              | ES3    | Madrid                                                             | ES30   | Madrid                                                                       | ES300  |
| Střed (CENTRO)                                                         | ES4    | Kastilie a León                                                    | ES41   | Ávila                                                                        | ES411  |
| Střed (CENTRO)                                                         | ES4    | Kastilie a León                                                    | ES41   | Burgos                                                                       | ES412  |
| Střed (CENTRO)                                                         | ES4    | Kastilie a León                                                    | ES41   | León                                                                         | ES413  |
| Střed (CENTRO)                                                         | ES4    | Kastilie a León                                                    | ES41   | Palencia                                                                     | ES414  |
| Střed (CENTRO)                                                         | ES4    | Kastilie a León                                                    | ES41   | Salamanca                                                                    | ES415  |
| Střed (CENTRO)                                                         | ES4    | Kastilie a León                                                    | ES41   | Segovia                                                                      | ES416  |
| Střed (CENTRO)                                                         | ES4    | Kastilie a León                                                    | ES41   | Soria                                                                        | ES417  |
| Střed (CENTRO)                                                         | ES4    | Kastilie a León                                                    | ES41   | Valladolid                                                                   | ES418  |
| Střed (CENTRO)                                                         | ES4    | Kastilie a León                                                    | ES41   | Zamora                                                                       | ES419  |
| Střed (CENTRO)                                                         | ES4    | Kastilie – La Mancha                                               | ES42   | Albacete                                                                     | ES421  |
| Střed (CENTRO)                                                         | ES4    | Kastilie – La Mancha                                               | ES42   | Ciudad Real                                                                  | ES422  |
| Střed (CENTRO)                                                         | ES4    | Kastilie – La Mancha                                               | ES42   | Cuenca                                                                       | ES423  |
| Střed (CENTRO)                                                         | ES4    | Kastilie – La Mancha                                               | ES42   | Guadalajara                                                                  | ES424  |
| Střed (CENTRO)                                                         | ES4    | Kastilie – La Mancha                                               | ES42   | Toledo                                                                       | ES425  |
| Střed (CENTRO)                                                         | ES4    | Extremadura                                                        | ES43   | Badajoz                                                                      | ES431  |
| Střed (CENTRO)                                                         | ES4    | Extremadura                                                        | ES43   | Cáceres                                                                      | ES432  |
| Východ (ESTE)                                                          | ES5    | Katalánsko                                                         | ES51   | Barcelona                                                                    | ES511  |
| Východ (ESTE)                                                          | ES5    | Katalánsko                                                         | ES51   | Girona/Gerona                                                                | ES512  |
| Východ (ESTE)                                                          | ES5    | Katalánsko                                                         | ES51   | Lleida/Lérida                                                                | ES513  |
| Východ (ESTE)                                                          | ES5    | Katalánsko                                                         | ES51   | Tarragona                                                                    | ES514  |
| Východ (ESTE)                                                          | ES5    | Valencijské společenství                                           | ES52   | Alicante/Alacant                                                             | ES521  |
| Východ (ESTE)                                                          | ES5    | Valencijské společenství                                           | ES52   | Castellón/Castelló                                                           | ES522  |
| Východ (ESTE)                                                          | ES5    | Valencijské společenství                                           | ES52   | Valencia/València                                                            | ES523  |
| Východ (ESTE)                                                          | ES5    | Baleárské ostrovy                                                  | ES53   | Ibiza a Formentera                                                           | ES531  |
| Východ (ESTE)                                                          | ES5    | Baleárské ostrovy                                                  | ES53   | Mallorca                                                                     | ES532  |
| Východ (ESTE)                                                          | ES5    | Baleárské ostrovy                                                  | ES53   | Menorca                                                                      | ES533  |
| Jih (SUR)                                                              | ES6    | Andalusie                                                          | ES61   | Almería                                                                      | ES611  |
| Jih (SUR)                                                              | ES6    | Andalusie                                                          | ES61   | Cádiz                                                                        | ES612  |
| Jih (SUR)                                                              | ES6    | Andalusie                                                          | ES61   | Córdoba                                                                      | ES613  |
| Jih (SUR)                                                              | ES6    | Andalusie                                                          | ES61   | Granada                                                                      | ES614  |
| Jih (SUR)                                                              | ES6    | Andalusie                                                          | ES61   | Huelva                                                                       | ES615  |
| Jih (SUR)                                                              | ES6    | Andalusie                                                          | ES61   | Jaén                                                                         | ES616  |
| Jih (SUR)                                                              | ES6    | Andalusie                                                          | ES61   | Málaga                                                                       | ES617  |
| Jih (SUR)                                                              | ES6    | Andalusie                                                          | ES61   | Sevilla                                                                      | ES618  |
| Jih (SUR)                                                              | ES6    | Murcie                                                             | ES62   | Murcia                                                                       | ES621  |
| Jih (SUR)                                                              | ES6    | Ceuta                                                              | ES63   | Ceuta                                                                        | ES630  |
| Jih (SUR)                                                              | ES6    | Melilla                                                            | ES64   | Melilla                                                                      | ES640  |
| Kanárské ostrovy (CANARIAS)                                            | ES7    | Kanárské ostrovy                                                   | ES70   | El Hierro                                                                    | ES703  |
| Kanárské ostrovy (CANARIAS)                                            | ES7    | Kanárské ostrovy                                                   | ES70   | Fuerteventura                                                                | ES704  |
| Kanárské ostrovy (CANARIAS)                                            | ES7    | Kanárské ostrovy                                                   | ES70   | Gran Canaria                                                                 | ES705  |
| Kanárské ostrovy (CANARIAS)                                            | ES7    | Kanárské ostrovy                                                   | ES70   | La Gomera                                                                    | ES706  |
| Kanárské ostrovy (CANARIAS)                                            | ES7    | Kanárské ostrovy                                                   | ES70   | La Palma                                                                     | ES707  |
| Kanárské ostrovy (CANARIAS)                                            | ES7    | Kanárské ostrovy                                                   | ES70   | Lanzarote                                                                    | ES708  |
| Kanárské ostrovy (CANARIAS)                                            | ES7    | Kanárské ostrovy                                                   | ES70   | Tenerife                                                                     | ES709  |

## Mapy

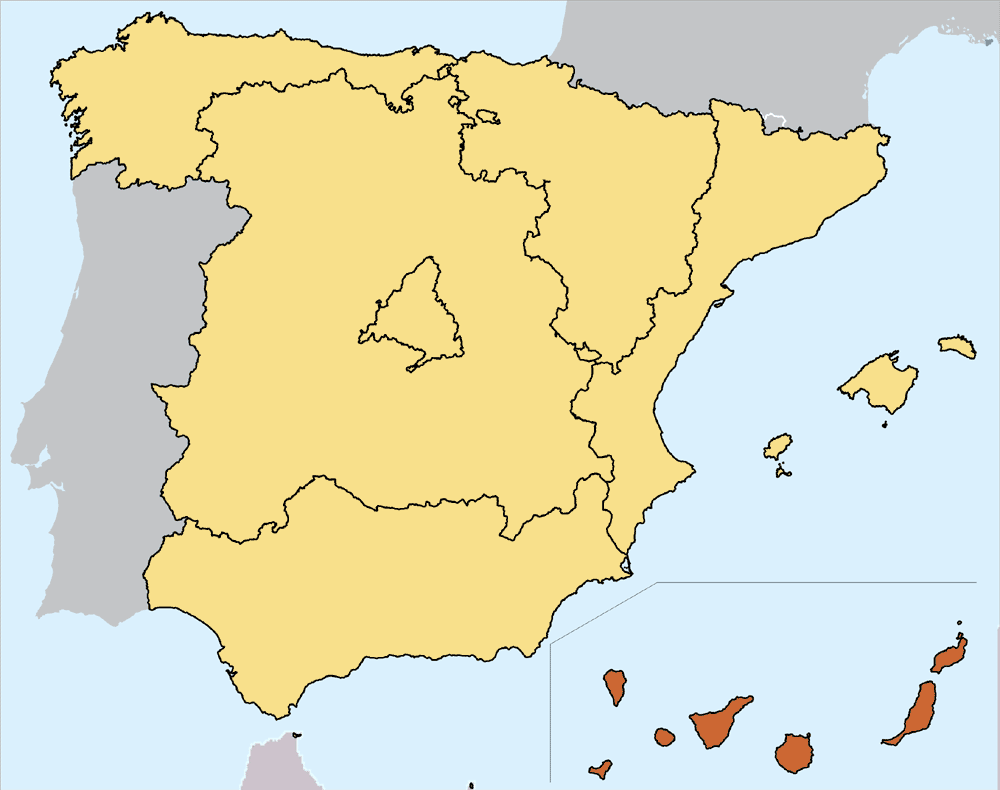
Kanárské ostrovy
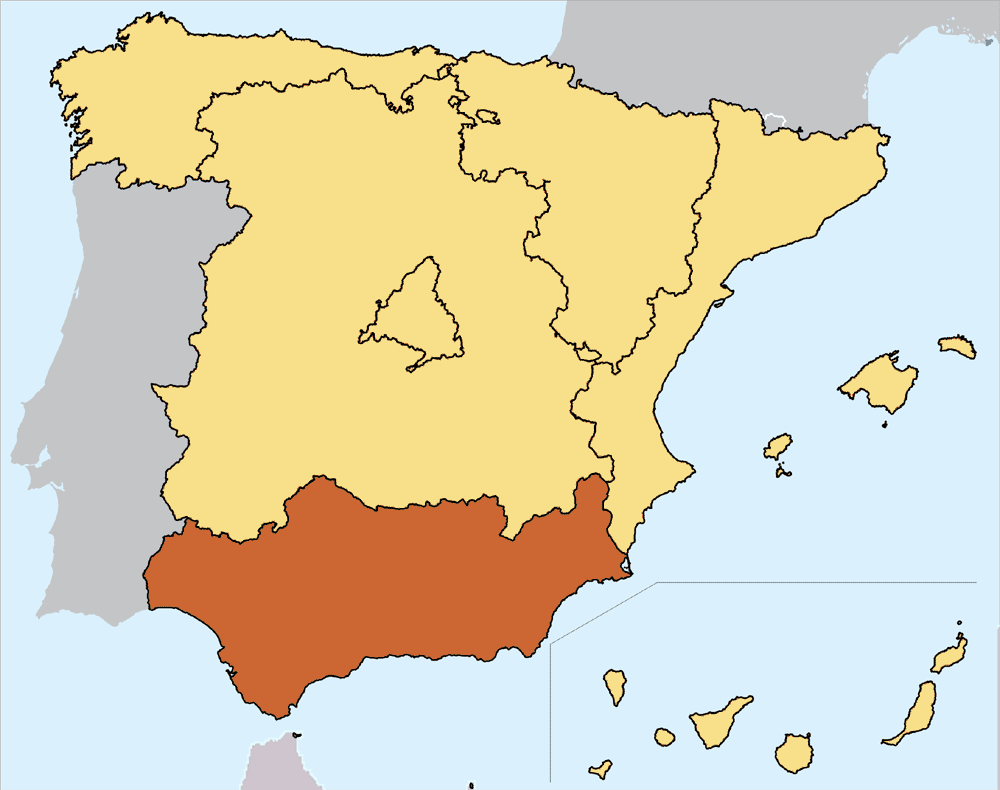
Jih
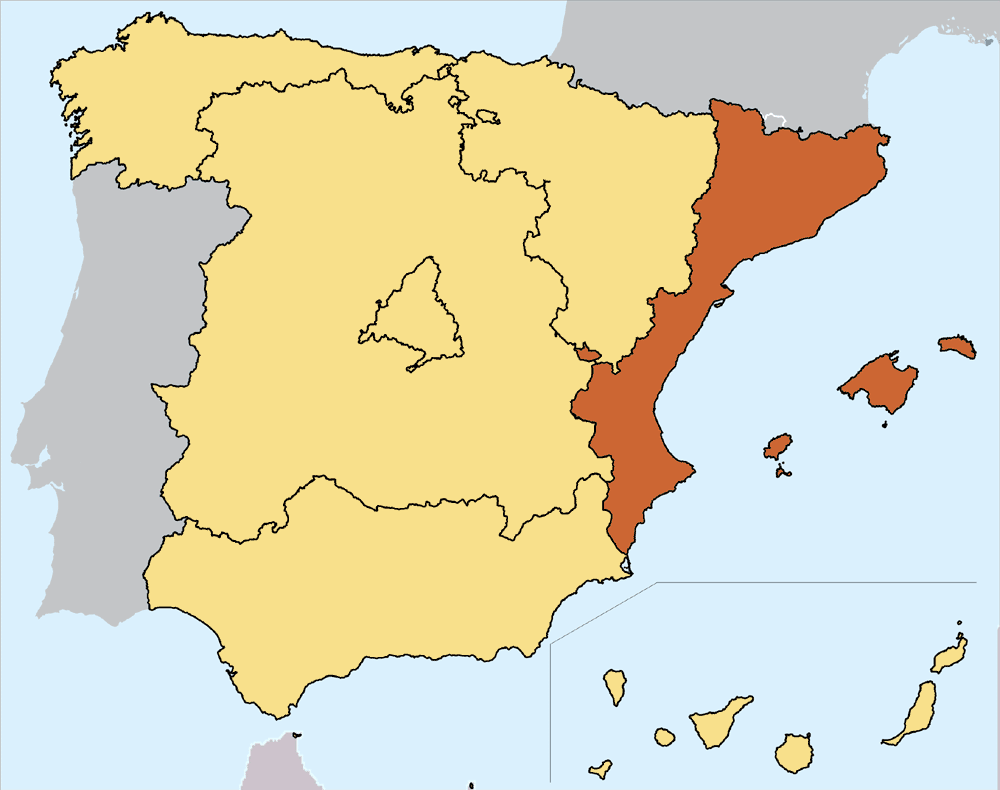
Východ
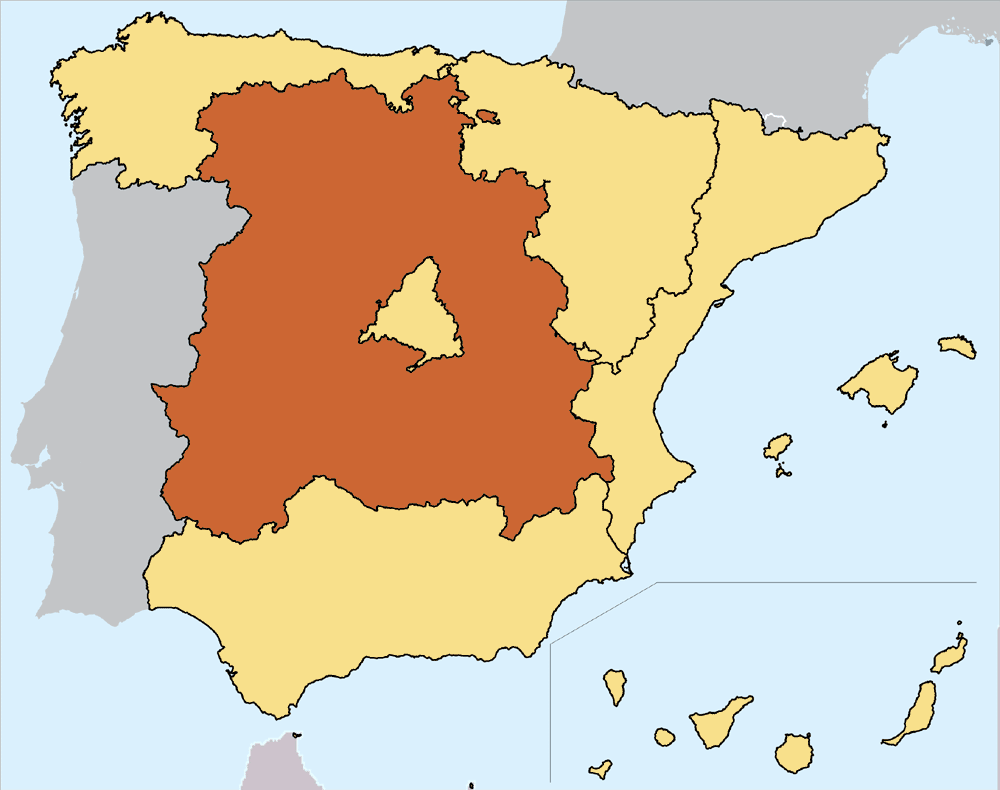
Střed
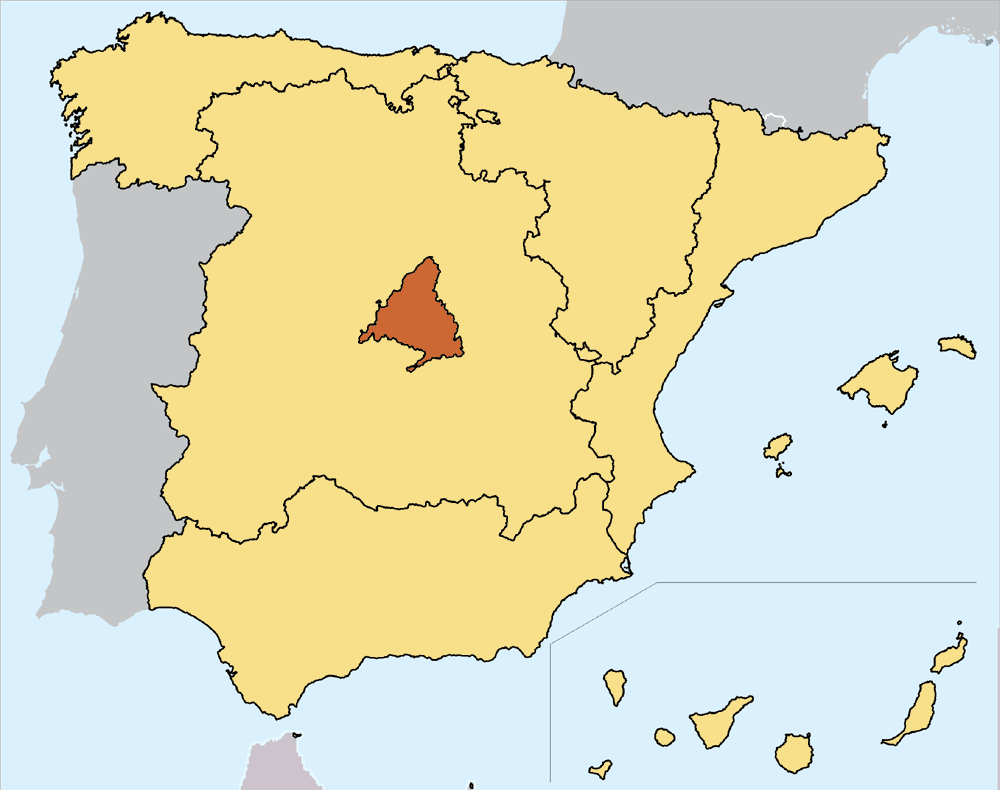
Madridské společenství
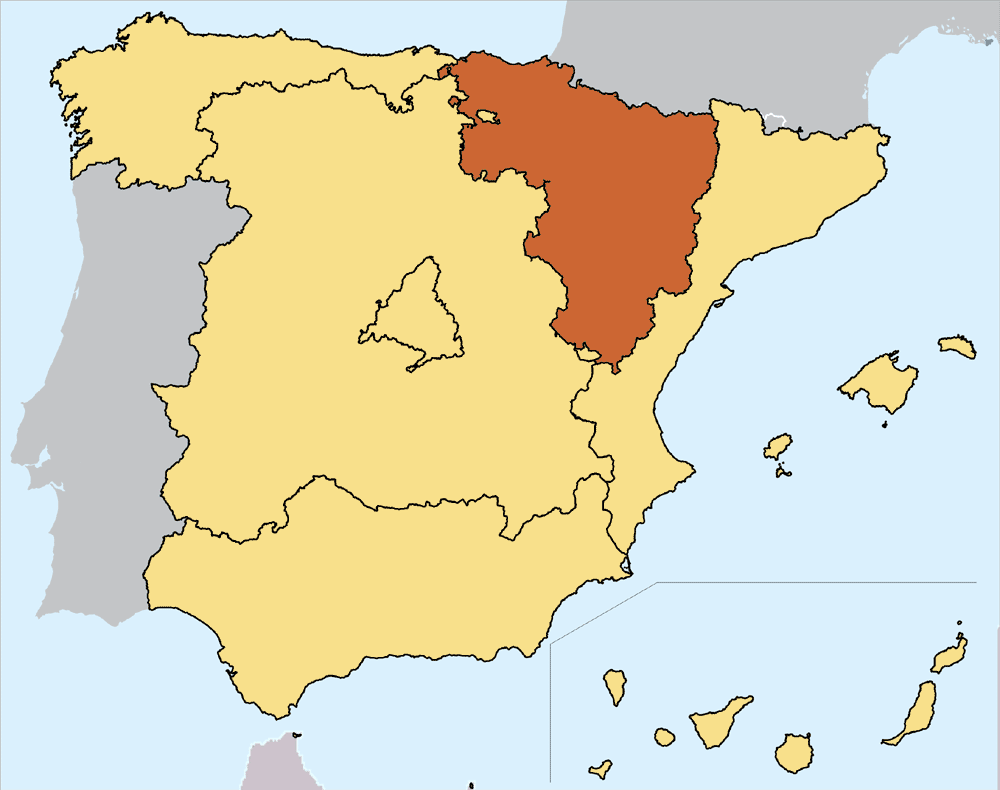
Severovýchod
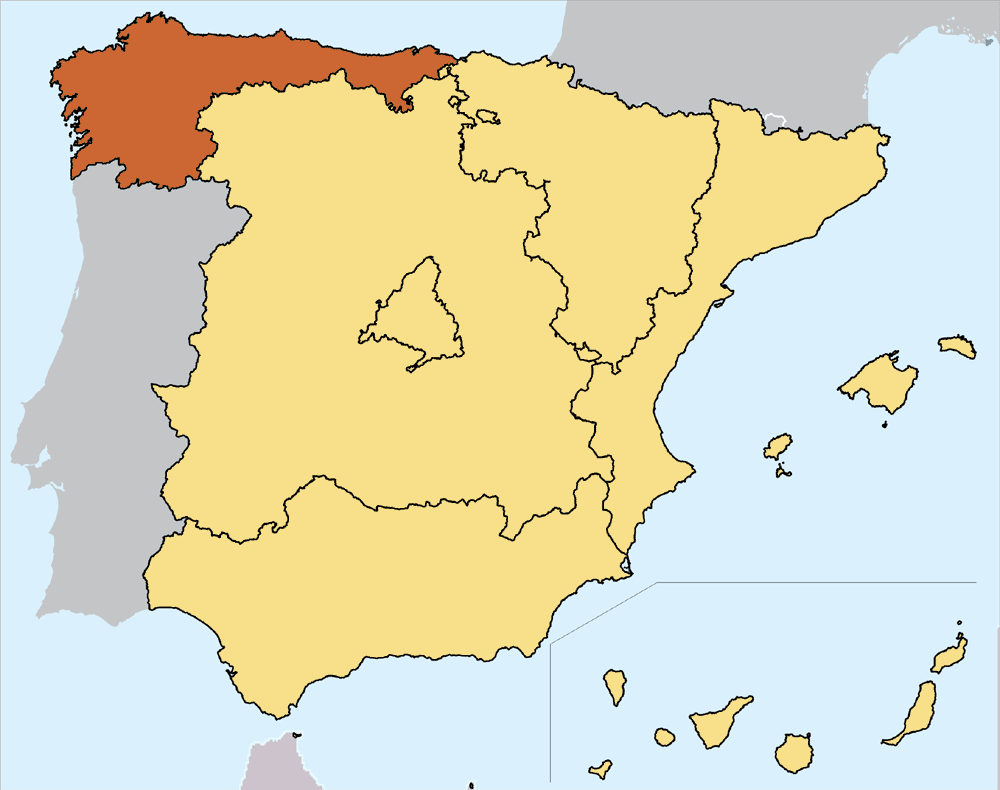
Severozápad